# Абель Джоель Гроут
Абель Джоель Гроут (1867 — 1947) — американський бріолог, фахівець з листостеблових мохів, член-засновник та перший президент Мохового товариства Саллівана.

## Біографія
Гроут народився 24 березня 1967 року поблизу містечка Ньюфейн, штат Вермонт. Він здобув освіту в Початковій школі Ньюфейна і Середній школі Братлборо. У 1890 році він отримав ступінь бакалавра філософії в Університеті Вермонта, який закінчив разом зі своїм другом дитинства Маршаллом Ейвері Гоу.
1 липня 1893 року в місті Джонсон, штат Вермонт, Абель Джоель Гроут одружився з Грейс Ельмірою Престон. 24 травня 1898 року в них народився син — Престон Джоель, який захворів і помер 3 січня 1903 року, коли йому ще не виповнилось і п'яти років. Інших дітей подружжя не мало.
Гроут був настільки захоплений вивченням мохів, що побудував зруб на сімейній фермі Ньюфейн-Хілл, який використовував як лабораторію для вивчення мохів. Відоме як «Мохова скеля» (англ. Moss Rock), це місце також перетворилося на літню резиденцію та ідеальне місце для інституту бріології, яким він керував після завершення роботи в школі Кертіса. Крім цього, Гроут придбав будинок у Манаті, штат Флорида, де зміг зосередитися на письмі та піклуванні про Грейс у зимові місяці.
З часом ситуація зі здоров'ям Грейс тільки ускладнювалася, і Абель дедалі більше турбувався про медичну доступність. По мірі занепаду здоров’я вони стали хорошими друзями зі своїм лікарем Карлосом Отісом (англ. Carlos Otis), який розпочав практику в сусідньому Таунсенді в 1938 році та опікувався здоров'ям подружжя Гроутів. Перед смертю Абель співпрацював з ним, щоб створити лікарню, орієнтовану на місцеву громаду . 
Грейс померла 17 лютого 1947 року в Меморіальній лікарні Братлборо (англ. Brattleboro Memorial Hospital), місто Братлборо, штат Вермонт. Перш ніж Абель поїхав до Флориди один після смерті Грейс, він заповів їх активи Ньюфейн-Хілл, щоб дати можливість доктору Отісу та місцевим сільським громадам відкрити власну лікарню в Таунсенді. Помер Абель Джоель Гроут 27 березня 1947 року в місті Брейдентон, штат Флорида.
У 1949 році відкрилася Лікарня Грейс Коттедж (англ. Grace Cottage Hospital), названа на честь Грейс Престон Гроут, дружини Абеля. Зараз Лікарня Грейс Котедж, лікарня критичного доступу, визнана національним зразком охорони здоров'я, передовим медичним центром.

## Наукова діяльність
У 1890 році Гроут отримав ступінь бакалавра філософії в Університеті Вермонта. Отримавши докторську ступінь у Колумбійському університеті в 1897 році, він займався викладацькою діяльністю в різних місцях.
У 1897 — 1899 роках викладав у Державній нормальній школі (англ. State Normal School) в Плімуті, штат Нью-Гемпшир. З 1899 по 1908 рік він обіймав посаду викладача біології в Середній школі для хлопчиків (англ. Boy's High School) у Брукліні, штат Нью-Йорк; також представляє лекції та проводить конференції для кафедри ботаніки Бруклінського музею. З 1908 по 1930 рік він викладав у Середній школі Кертіса на Стейтен-Айленді. Після виходу на пенсію він продовжував викладати літні курси з біології в Лабораторії Колд-Спрінг-Гарбор.
Головною увагою його вивчення були мохи, якими він зацікавився ще в середній школі. Спочатку докторські дослідження Гроута стосувались морських водоростей під керівництвом Натаніеля Лорда Бріттона, але він перейшов до вивчення роду мохів Brachythecium за керівництва Елізабет Гертруди Бріттон.
Одночасно він здійснював літні колекційні поїздки до гори Вашингтон, Північної Кароліни, Флориди, Колорадо та Пуерто-Рико. Його інтерес до плеврокарпових мохів привів до монографій родів Eurhynchium, Bruch & Schimp., 1898 та Scleropodium, Bruch & Schimp., 1899, а пізніше його Контрольний список плеврокарпових мохів Північної Америки, північ Мексики (1929). Однак між 1928 і 1940 роками дослідження Гроута розширилися, коли він готував свою найбільшу роботу — Мохова флора Північної Америки, північ Мексики (1940).
Гроут та Бріттон спільно заснували Мохове товариство Саллівана, яке тепер носить назву Американське бріологічне та ліхенологічне товариство. Абель Джоель Гроут був першим президентом організації. Він також був першим редактором журналу «The Bryologist» («Бріолог»), який спочатку два роки друкувався як розділ журналу «The Fern Bulletin» («Папоротевий вісник»), розпочатого разом з Віллардом Нельсоном Клютом. Гроут написав численні статті на тему мохів.

## Вибрані публікації
- Абель Джоель Гроут (1903). Мохи з ручною лінзою та мікроскопом[9].

- Абель Джоель Гроут (1905). Мохи з ручною лінзою[10].

- Абель Джоель Гроут (1916). Мохова флора Нью-Йорка та околиці[11].

- Абель Джоель Гроут (1928). Флора моху Північної Америки, північ Мексики, том 1[12].

- Абель Джоель Гроут (1928). Флора моху Північної Америки, північ Мексики, том 2[13].

- Абель Джоель Гроут (1928). Флора моху Північної Америки, північ Мексики, том 3[14].